# Brasserie du Brabant
Brasserie du Brabant is een Belgische microbrouwerij te Baisy-Thy (Genepiën) in de provincie Waals-Brabant.

## Geschiedenis
De brouwerij werd in 2003 opgericht door Frédéric Magerat en heeft een brouwcapaciteit van 650 liter per brouwsel. De bieren zijn op meerdere plaatsen in Wallonië en Vlaanderen verkrijgbaar.

## Bieren
- La Brabançonne Ambrée, Blonde au Miel, Brune
- La Cuvée Nico, blond, 8%
- La Moche de Noël, kerstbier, 9%
- La Sans Rute, amber, 9% (in opdracht van Les Gîtes de Monica et d’André)

In 2015 werd een nieuwe reeks bieren op de markt gebracht onder de naam Origame.